# Fructueux de Braga
Pour les articles homonymes, voir Fructueux.
Saint Fructueux de Braga, né à Bierzo dans le royaume de Galice (aujourd'hui en Espagne) à la fin du VIe siècle ou au début du VIIe siècle et mort à Braga (aujourd'hui au Portugal) le 16 avril 665, est un religieux galicien d'origine wisigothe.

## Biographie
Il fonde en 640 le monastère double de Compludo, pour lequel il rédige sa première règle inspirée de celle de saint Benoît.
Après avoir été évêque de Dume, il est nommé au même poste à Braga lors du 10e concile de Tolède en 656. 
On connaît sa vie par le témoignage de saint Valère du Bierzo, un de ses disciples, qui écrivit sa Vita Sancti Fructuosi peu après sa disparition.
L'Église catholique le fête le 16 avril.

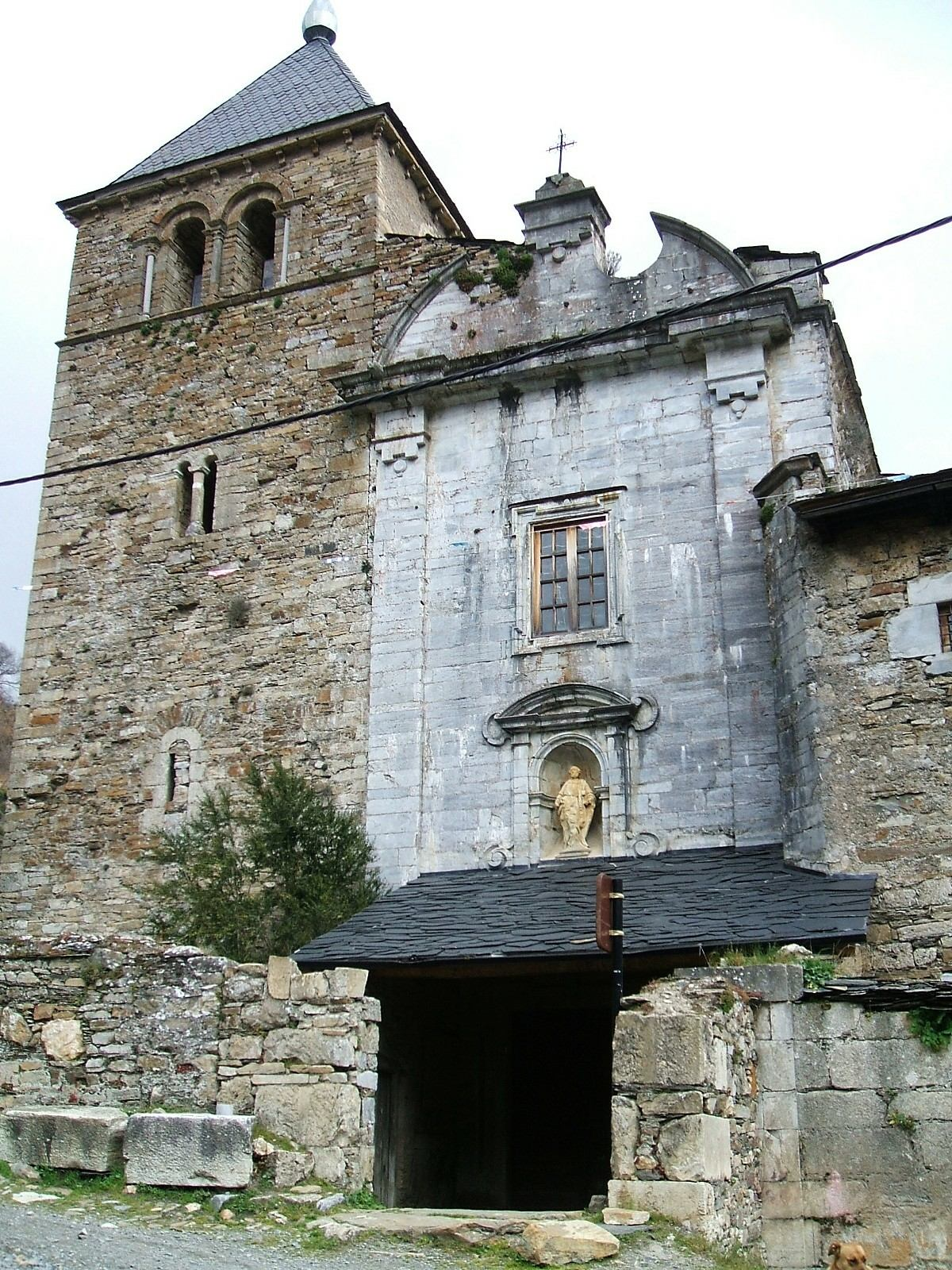
L'église du monastère San Pedro de Montes dans la région du Bierzo (Espagne), monastère fondé par Fructueux de Braga.
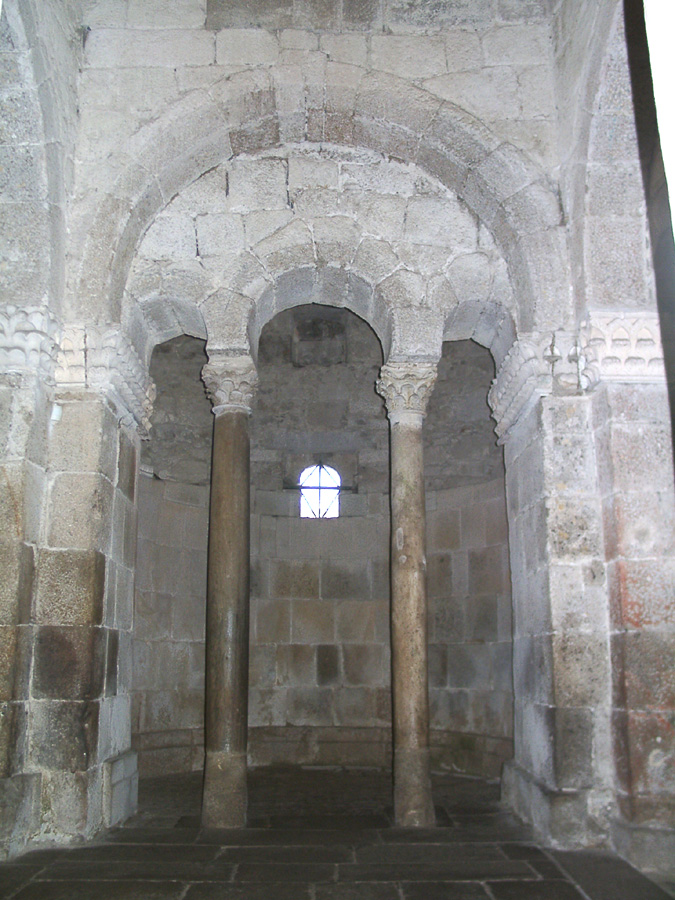
Intérieur de la chapelle de São Frutuoso de Montélios, près de Braga, fondée par Fructueux de Braga.